# 라나 델 레이의 정규 10집
미국의 싱어송라이터 라나 델 레이는 열 번째 정규 앨범을 인터스코프 레코드와 폴리도르 레코드를 통해 발매할 예정이다. 원래 제목은 《Lasso》였으며 이후 《The Right Person Will Stay》로 변경되었고, 이 앨범은 컨트리 음악의 요소를 담을 것으로 예상된다. 리드 싱글 〈Henry, Come On〉은 4월 11일에, 두 번째 싱글 〈Bluebird〉는 4월 18일에 각각 발매되었다.

## 배경
이전 작품들을 바탕으로, 델 레이는 비평가들로부터 "알트팝" 또는 얼터너티브 팝 아티스트로 불렸다. 그녀는 2019년 음반 《Norman Fucking Rockwell!》 이후 "큰 전환점"을 맞이했다고 생각했으며, "안전한 선택만 하도록 위축될까 봐" 발매 후마다 "휴식"을 가지며 스스로를 재평가하기로 결정했다. 2020년 11월, 델 레이는 크리스마스를 맞아 "미국 스탠더드 및 클래식 곡들의 디지털 음반"을 발매하는 것을 고려했으나, 결국 실현되지 않았다.
이듬해, 델 레이는 컨트리 음악을 커버한 음반을 완전히 녹음했다고 발표했으며, 이는 자신의 싱글 〈Ride〉(2012)와 〈Video Games〉(2011)에서 영감을 받은 것이었다. 그녀는 "〈Ride〉와 〈Video Games〉를 다시 들어보니 컨트리 음악 같은 느낌이 있었다. 물론 〈Video Games〉는 리마스터되면서 팝 음악이 되었지만, 분명히 아메리카나적인 요소가 있다"고 설명했다. 2023년 9월 20일, 《Did You Know That There's a Tunnel Under Ocean Blvd》 발매 반년 후, 델 레이는 "더 아메리카나적인 성향"을 가진 음반을 구상하고 있다고 밝혔다.
그해 남은 기간 동안, 델 레이는 컨트리 음악의 가능성을 시험하기 위해 9월에 〈Stand by Your Man〉을, 11월에 〈Unchained Melody〉를 커버하여 공연했으며, 12월에는 〈Take Me Home, Country Roads〉의 커버 버전을 발매했다. 2024년 1월 31일 NMPA 송라이터 어워즈에서 델 레이는 오랜 협업자인 잭 안토노프에게 경의를 표하며, 차기 작품에서 "컨트리 음악으로 전향할 것"이라고 발표했다. 이는 2023년 상업적으로 성공한 여러 메인스트림 컨트리 음반들에서 영감을 받은 것이었다. 이로 인해 델 레이는 주로 얼터너티브 팝 음악을 해왔던 커리어에서 상당한 음악적 변화를 맞이하게 되었다. 그녀는 또한 음반 제목이 《Lasso》이며, 2024년 9월 발매 예정이라고 밝혔다. 2024년 8월 21일, 델 레이는 《보그》와의 인터뷰에서 "연말까지 두 개의 싱글을 더 발매할 것"이라고 밝혔으나, 이는 실현되지 않았다. 또한, 이번 음반이 이전 작품들과 크게 동떨어진 사운드는 아닐 것이지만, "고전적인 컨트리, 아메리칸, 또는 서던 고딕 스타일의 프로덕션"을 선보일 것이라고 말했다.
2024년 11월 25일, 영국과 아일랜드에서 스타디움 투어를 개최한다고 발표한 당일, 델 레이는 인스타그램을 통해 음반 제목이 《The Right Person Will Stay》로 변경되었으며, 2025년 5월 21일 발매될 예정이라고 밝혔다. 또한 〈Henry〉라는 곡이 선공개될 것이라고 예고했다.